# Romano Petrovich da Rússia
Romano Petrovich da Rússia (17 de Outubro de 1896 - 13 de Outubro de 1978) foi um membro da Casa Real de Romanov.

## Biografia
Romano nasceu no Palácio de Peterhof em São Petersburgo, sendo o único herdeiro masculino entre os quatro filhos do Grão-duque Pedro Nikolaevich da Rússia e da sua esposa, a Princesa Milica de Montenegro.
Em 1916, tendo-se graduado da Academia de Engenharia de Kiev, o Príncipe Romano foi colocado no exército do Cáucaso, perto da frente de combate turca durante a Primeira Guerra Mundial. Após a abdicação do czar Nicolau II, Romano passou a viver com a sua família na casa que o seu pai tinha na Crimeia e, em Abril de 1919, deixou a Rússia a bordo do couraçado britânico HMS Marlborough, enviado pelo rei Jorge V do Reino Unido para resgatar membros da família Romanov do governo bolchevique que tinha já exterminado vários dos seus membros.
Em 1941, devido às origens da sua mãe, foi-lhe oferecida a coroa do recém-estabelecido estado de Montenegro, mas ele recusou-a.
O Príncipe Romano casou-se no dia 16 de Novembro de 1921 em Cap d'Antibes, França, com a Condessa Prascovia Cheremeteva (1901-1980) e o casal teve dois filhos:
- Nicolau Romanovich, Príncipe da Rússia; nascido em 1922, é o actual Presidente da Associação da Família Romanov, disputando juntamente com Maria Vladimirovna a chefia da casa real Romanov, um lugar que, em caso de restauração da Monarquia na Rússia, o tornaria directamente no seu novo Imperador.
- Príncipe Dimitri Romanovich da Rússia; nascido em 1926, é também um membro da Associação da Família Romanov e um autor de livros sobre a realeza. É o mais provável sucessor ao seu irmão como Presidente da Associação e chefe da casa imperial, uma vez que Nicolau tem apenas herdeiras femininas.